# Leichtathletik-Europameisterschaften 2018/Hammerwurf der Männer

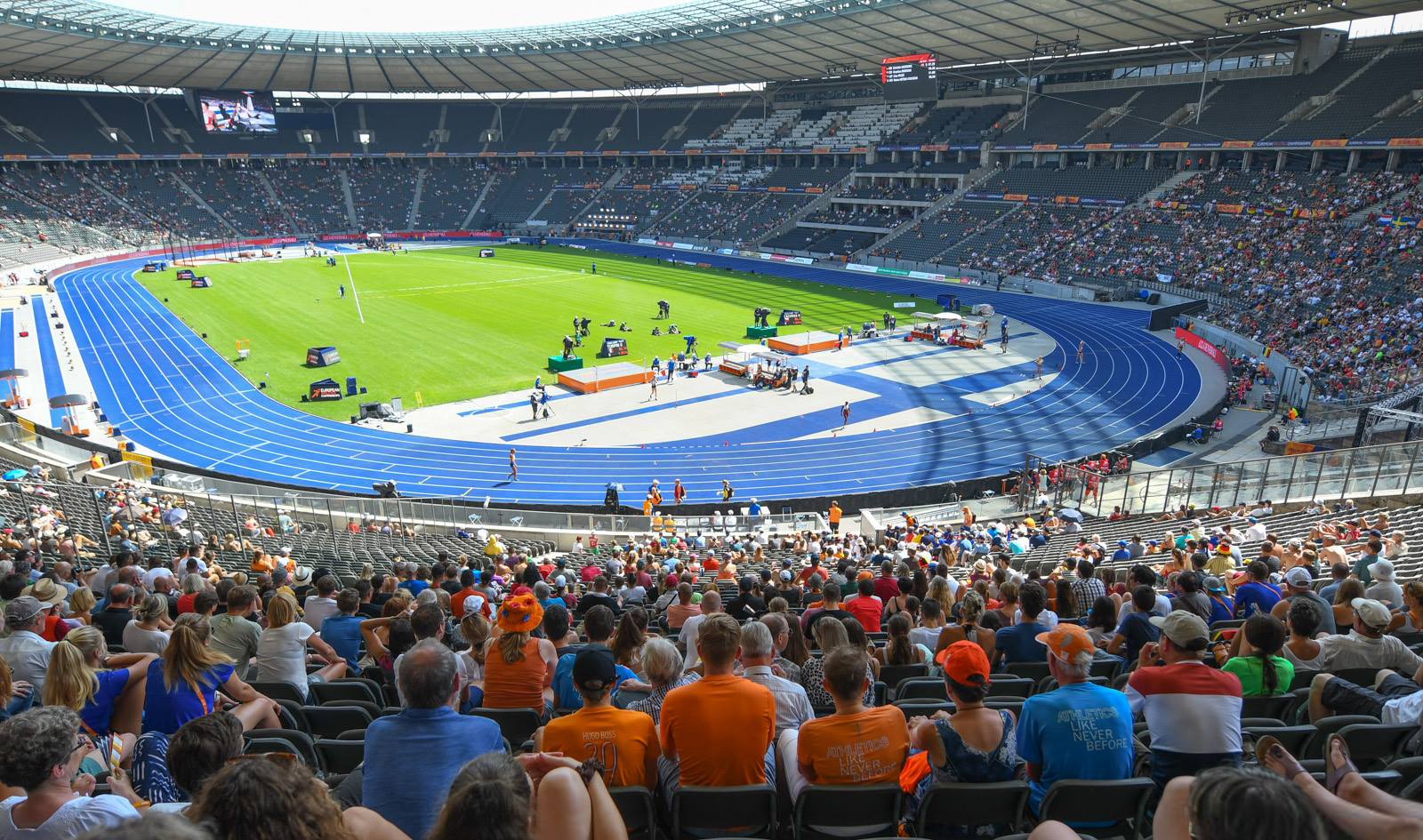
Das Berliner Olympiastadion am 9. August 2018

Der Hammerwurf der Männer bei den Leichtathletik-Europameisterschaften 2018 fand am 6. und am 7. August im Olympiastadion in der deutschen Hauptstadt Berlin statt.
Es gab einen polnischen Doppelsieg. Europameister wurde Wojciech Nowicki. Paweł Fajdek kam auf den zweiten Platz. Der Ungar Bence Halász gewann die Bronzemedaille.

## Rekorde

### Bestehende Rekorde
| Weltrekord           | 86,74 m | Jurij Sjedych | EM Stuttgart, BR Deutschland | 30. August 1986 |
| Europarekord         | 86,74 m | Jurij Sjedych | EM Stuttgart, BR Deutschland | 30. August 1986 |
| Meisterschaftsrekord | 86,74 m | Jurij Sjedych | EM Stuttgart, BR Deutschland | 30. August 1986 |

Der bereits seit 1986 bestehende EM-Rekord wurde auch bei diesen Europameisterschaften nicht erreicht. Die größte Weite erzielte der polnische Europameister Wojciech Nowicki, der mit 80,12 m als einziger Werfer hier in Berlin die 80-Meter-Marke übertraf (Finale am 7. August). Damit verfehlte er den Meisterschaftsrekord, gleichzeitig Welt- und Europarekord, um 6,62 m.

### Rekordverbesserung
Es wurde ein neuer Landesrekord aufgestellt:

76,86 m – Eivind Henriksen (Norwegen), Finale am 7. August (dritter Versuch)

## Legende
Kurze Übersicht zur Bedeutung der Symbolik – so üblicherweise auch in sonstigen Veröffentlichungen verwendet:
| NR | Nationaler Rekord              |
| SB | Persönliche Jahresbestleistung |
| –  | verzichtet                     |
| x  | ungültig                       |

## Qualifikation
Dreißig Teilnehmer traten in zwei Gruppen zur Qualifikationsrunde an. Vier von ihnen (hellblau unterlegt) übertrafen die Qualifikationsweite für den direkten Finaleinzug von 76,00 m. Damit war die Mindestzahl von zwölf Finalteilnehmern nicht erreicht. Das Finalfeld wurde mit den acht nächstplatzierten Sportlern (hellgrün unterlegt) auf zwölf Werfer aufgefüllt. So reichten für die Finalteilnahme schließlich 73,19 m.

### Gruppe A

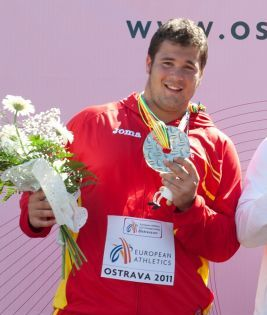
72,76 m reichten Javier Cienfuegos – hier bei einer Siegerehrung in Ostrava im Jahr 2011 – nicht zur Teilnahme am Finale
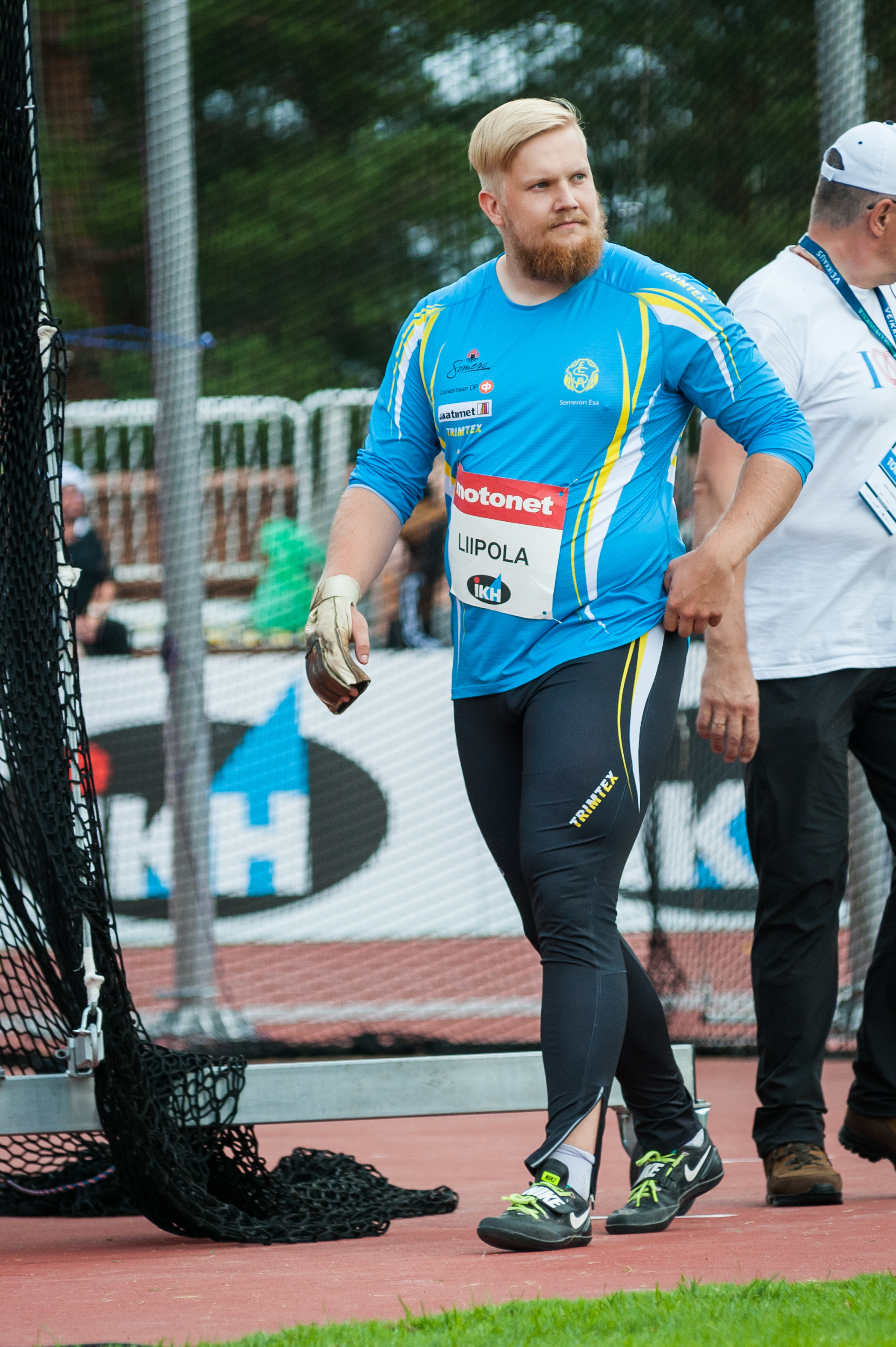
Mit 71,34 m verfehlte Henri Liipola die Qualifikation für das Finale deutlich

6. August 2018, 16:05 Uhr MESZ
| Platz | Athlet               | Land                        | Versuchsserie (m) | Versuchsserie (m) | Versuchsserie (m) | Weite (m) |
| Platz | Athlet               | Land                        | 1. Versuch        | 2. Versuch        | 3. Versuch        | Weite (m) |
| ----- | -------------------- | --------------------------- | ----------------- | ----------------- | ----------------- | --------- |
| 1     | Bence Halász         | Ungarn                      | 76,81             | –                 | –                 | 76,81     |
| 2     | Wojciech Nowicki     | Polen                       | 76,03             | –                 | –                 | 76,03     |
| 3     | Michalis Anastasakis | Griechenland                | 73,72             | 75,61             | 72,87             | 75,61     |
| 4     | Serghei Marghiev     | Moldau                      | 75,10             | 73,51             | 74,31             | 75,10     |
| 5     | Iwan Zichan          | Belarus                     | 72,53             | 74,67             | 74,31             | 74,67     |
| 6     | Denis Lukjanow       | Authorised Neutral Athletes | 72,06             | 72,35             | 73,19             | 73,19     |
| 7     | Marco Lingua         | Italien                     | x                 | x                 | 73,07             | 73,07     |
| 8     | Javier Cienfuegos    | Spanien                     | 72,76             | 71,27             | 71,94             | 72,76     |
| 9     | Quentin Bigot        | Frankreich                  | 72,73             | 72,12             | 72,33             | 72,73     |
| 10    | Hleb Dudarau         | Belarus                     | x                 | 71,41             | 72,19             | 72,19     |
| 11    | Özkan Baltacı        | Türkei                      | 71,55             | 71,35             | x                 | 71,55     |
| 12    | Henri Liipola        | Finnland                    | 70,86             | 71,34             | 68,75             | 71,34     |
| 13    | Chris Bennett        | Großbritannien              | 70,57             | 70,34             | x                 | 70,57     |
| 14    | Serhij Reheda        | Ukraine                     | 67,81             | 70,39             | x                 | 70,39     |
| 15    | Anders Eriksson      | Schweden                    | x                 | 69,19             | x                 | 69,19     |

### Gruppe B

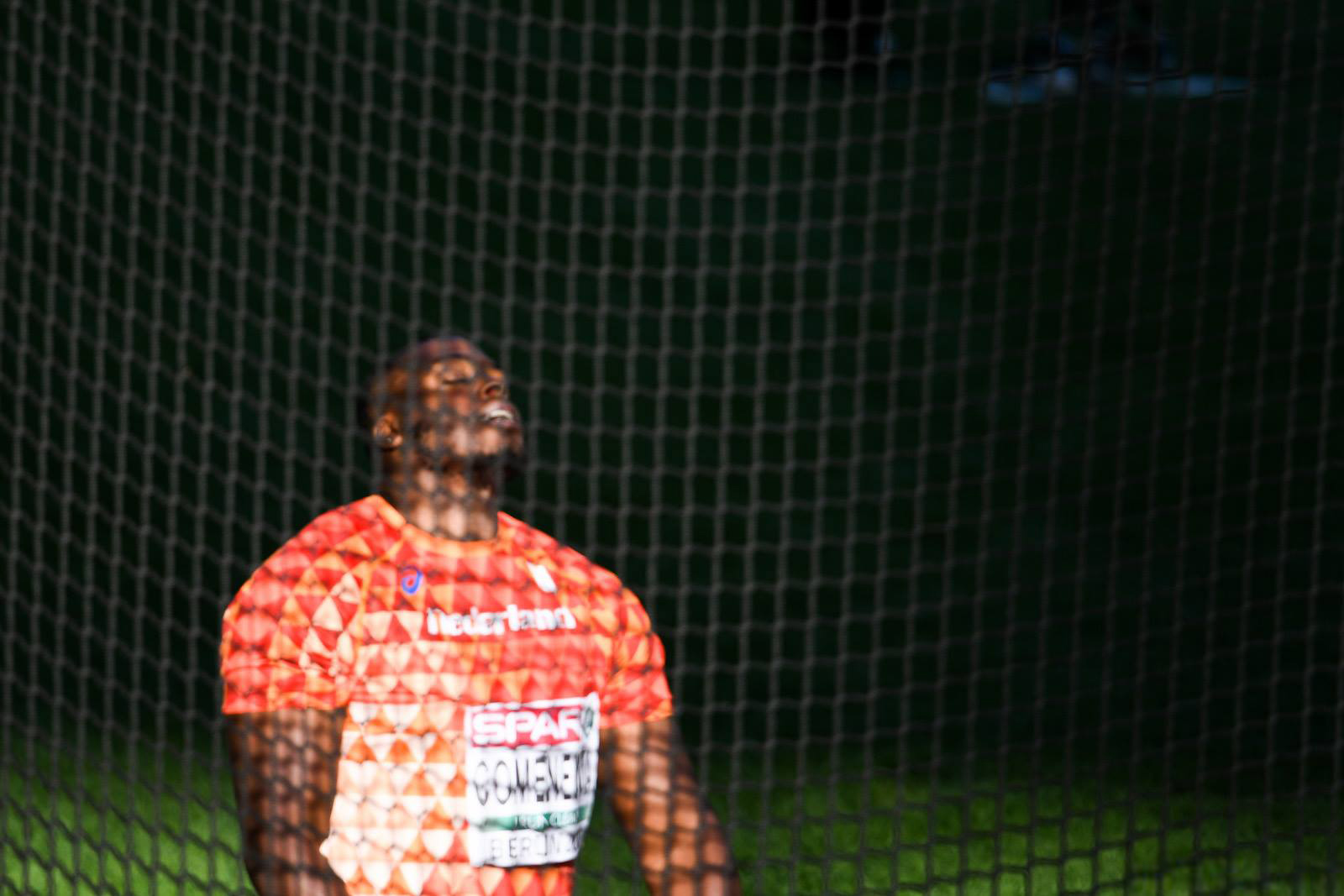
Denzel Comenentia schied mit 70,70 m in der Qualifikation aus

6. August 2018, 17:30 Uhr MESZ
| Platz | Athlet                  | Land                        | Versuchsserie (m) | Versuchsserie (m) | Versuchsserie (m) | Weite (m) |
| Platz | Athlet                  | Land                        | 1. Versuch        | 2. Versuch        | 3. Versuch        | Weite (m) |
| ----- | ----------------------- | --------------------------- | ----------------- | ----------------- | ----------------- | --------- |
| 1     | Paweł Fajdek            | Polen                       | 74,61             | 77,86             | –                 | 77,86     |
| 2     | Pawel Barejscha         | Belarus                     | 74,34             | 76,47             | –                 | 76,47     |
| 3     | Eivind Henriksen        | Norwegen                    | 74,54             | 74,36             | 75,14             | 75,14     |
| 4     | Marcel Lomnický         | Slowakei                    | 72,26             | x                 | 75,08             | 75,08     |
| 5     | Hlib Piskunow           | Ukraine                     | 72,40             | x                 | 74,18             | 74,18     |
| 6     | Nick Miller             | Großbritannien              | 73,79             | x                 | –                 | 73,79     |
| 7     | Alexei Sokirski         | Authorised Neutral Athletes | 72,97             | 70,97             | 71,85             | 72,97     |
| 8     | Eşref Apak              | Türkei                      | 72,70             | x                 | 71,88             | 72,70     |
| 9     | Simone Falloni          | Italien                     | 70,77             | 71,03             | 69,58             | 71,03     |
| 10    | Denzel Comenentia       | Niederlande                 | x                 | 66,10             | 70,70             | 70,70     |
| 11    | Wolodymyr Mysslywtschuk | Ukraine                     | 69,57             | x                 | 70,59             | 70,59     |
| 12    | Bence Pásztor           | Ungarn                      | 69,02             | 69,66             | 68,85             | 69,66     |
| 13    | David Söderberg         | Finnland                    | 69,18             | 68,15             | 67,21             | 69,18     |
| 14    | Nejc Pleško             | Slowenien                   | x                 | 68,29             | x                 | 68,29     |
| 15    | Pedro José Martín       | Spanien                     | x                 | x                 | 67,56             | 67,56     |

## Finale
7. August 2018, 18:45 Uhr MESZ
| Platz | Athlet               | Land                        | Versuchsserie (m) | Versuchsserie (m) | Versuchsserie (m) | Versuchsserie (m)                      | Versuchsserie (m)                      | Versuchsserie (m)                      | Weite (m) |
| Platz | Athlet               | Land                        | 1. Versuch        | 2. Versuch        | 3. Versuch        | 4. Versuch                             | 5. Versuch                             | 6. Versuch                             | Weite (m) |
| ----- | -------------------- | --------------------------- | ----------------- | ----------------- | ----------------- | -------------------------------------- | -------------------------------------- | -------------------------------------- | --------- |
|       | Wojciech Nowicki     | Polen                       | 77,19             | 80,00             | 80,12             | 79,00                                  | x                                      | 78,81                                  | 80,12000  |
|       | Paweł Fajdek         | Polen                       | 78,69             | x                 | x                 | x                                      | 78,34                                  | 76,02                                  | 78,69000  |
|       | Bence Halász         | Ungarn                      | 77,15             | x                 | x                 | x                                      | 77,36                                  | x                                      | 77,36000  |
| 4     | Pawel Barejscha      | Belarus                     | x                 | 75,20             | x                 | 75,02                                  | 75,47                                  | 77,02                                  | 77,02000  |
| 5     | Eivind Henriksen     | Norwegen                    | 76,05             | 76,71             | 76,86             | 74,58                                  | 75,89                                  | x                                      | 76,86 NR  |
| 6     | Iwan Zichan          | Belarus                     | 73,85             | x                 | 74,05             | 75,12                                  | 75,79                                  | 75,23                                  | 75,79 SB  |
| 7     | Hlib Piskunow        | Ukraine                     | 73,99             | 73,68             | 72,80             | 73,41                                  | 74,62                                  | 72,68                                  | 74,62000  |
| 8     | Serghei Marghiev     | Moldau                      | 72,72             | 74,47             | 73,76             | x                                      | 73,06                                  | x                                      | 74,47000  |
| 9     | Michalis Anastasakis | Griechenland                | 73,33             | x                 | 72,35             | nicht im Finale der besten acht Werfer | nicht im Finale der besten acht Werfer | nicht im Finale der besten acht Werfer | 73,33000  |
| 10    | Nick Miller          | Großbritannien              | 73,16             | x                 | x                 | nicht im Finale der besten acht Werfer | nicht im Finale der besten acht Werfer | nicht im Finale der besten acht Werfer | 73,16000  |
| 11    | Marcel Lomnický      | Slowakei                    | x                 | x                 | 72,74             | nicht im Finale der besten acht Werfer | nicht im Finale der besten acht Werfer | nicht im Finale der besten acht Werfer | 72,74000  |
| 12    | Denis Lukjanow       | Authorised Neutral Athletes | x                 | 69,64             | 71,71             | nicht im Finale der besten acht Werfer | nicht im Finale der besten acht Werfer | nicht im Finale der besten acht Werfer | 71,71000  |

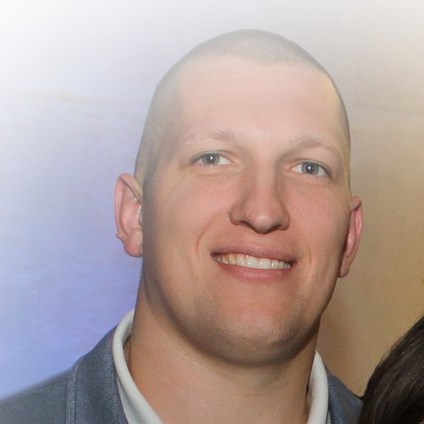
Europameister Wojciech Nowicki

Als Favoriten gingen drei Werfer an den Start. Der Pole Paweł Fajdek war der Weltmeister von 2015/2017, Vizeeuropameister von 2016 und Europameister von 2016. Der Weißrusse Iwan Zichan war der Weltmeister von 2003/2007 und Vizeeuropameister von 2016. Er war in der Vergangenheit bereits mehrfach als Dopingsünder bestraft worden. Wojciech Nowicki, ein weiterer Pole, war WM-Dritter von 2015 / 2017, Olympiadritter von 2016 und EM-Dritter von 2016. Nicht unter den Teilnehmern war der tadschikische Olympiasieger von 2016 und Vizeweltmeister von 2015 Dilschod Nasarow.
Die beiden Mitfavoriten aus Polen lagen nach dem ersten Durchgang vorn. Fajdek führte mit 78,69 m, Nowicki hatte 77,19 m erzielt. Knapp dahinter folgte der Ungar Bence Halász mit 77,15 m. In Runde zwei gelang Nowicki ein Wurf genau auf die 80-Meter-Marke und übernahm damit die Spitze. Mit seinem dritten Versuch steigerte sich Nowicki noch einmal auf 80,12 m. Der Norweger Eivind Henriksen erzielte in dieser Runde 76,86 m. Das war ein neuer norwegischer Landesrekord und er lag damit auf Rang vier. Im nächsten Durchgang tat sich nicht viel, Nowicki bestätigte mit 79,00 m noch einmal seine klare Führungsrolle in dieser Konkurrenz. Die vorletzte Runde brachte Verschiebungen mit sich. Halász steigerte sich auf 77,36 m und untermauerte damit seinen Bronzerang. Zichan erzielte hier mit 75,79 m seine größte Weite, damit war er zwischenzeitlich Fünfter. Hlib Piskunow aus der Ukraine gelangen 74,62 m, das war Rang sieben. Eine Veränderung gab es noch im letzten Durchgang. Der Weißrusse Pawel Barejscha steigerte sich auf 77,02 m und belegte am Ende Rang vier vor Eivind Henriksen und Iwan Zichan. Europameister aber wurde der Pole Wojciech Nowicki vor seinem Landsmann Paweł Fajdek. Bence Halász gewann überraschend die Bronzemedaille.

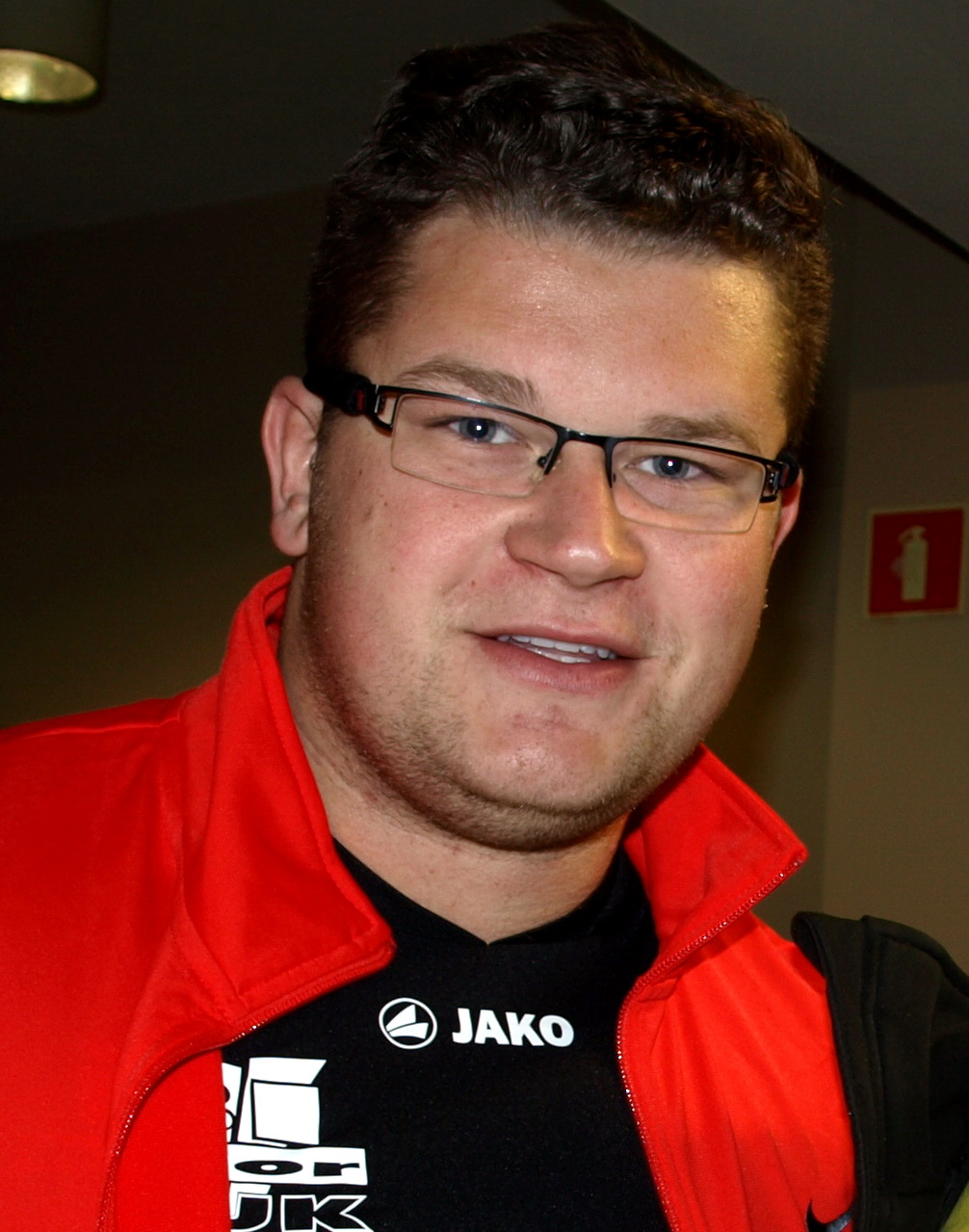
Vizeeuropameister Pawel Fajdek
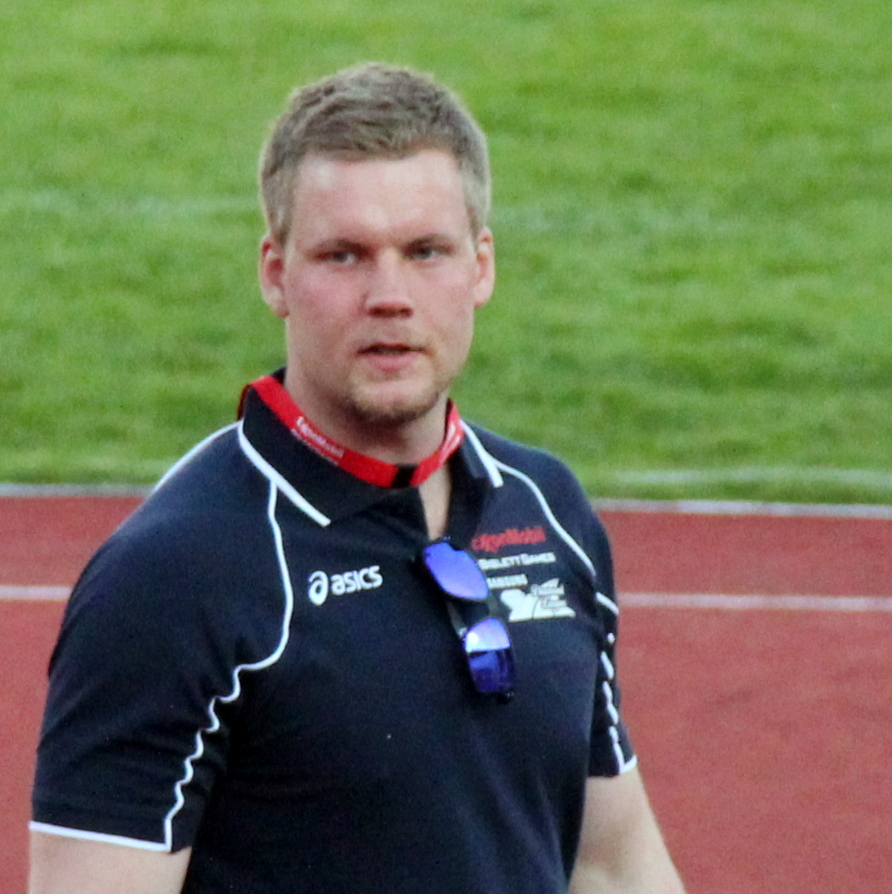
Eivind Henriksen belegte mit neuem norwegischen Landesrekord Rang fünf
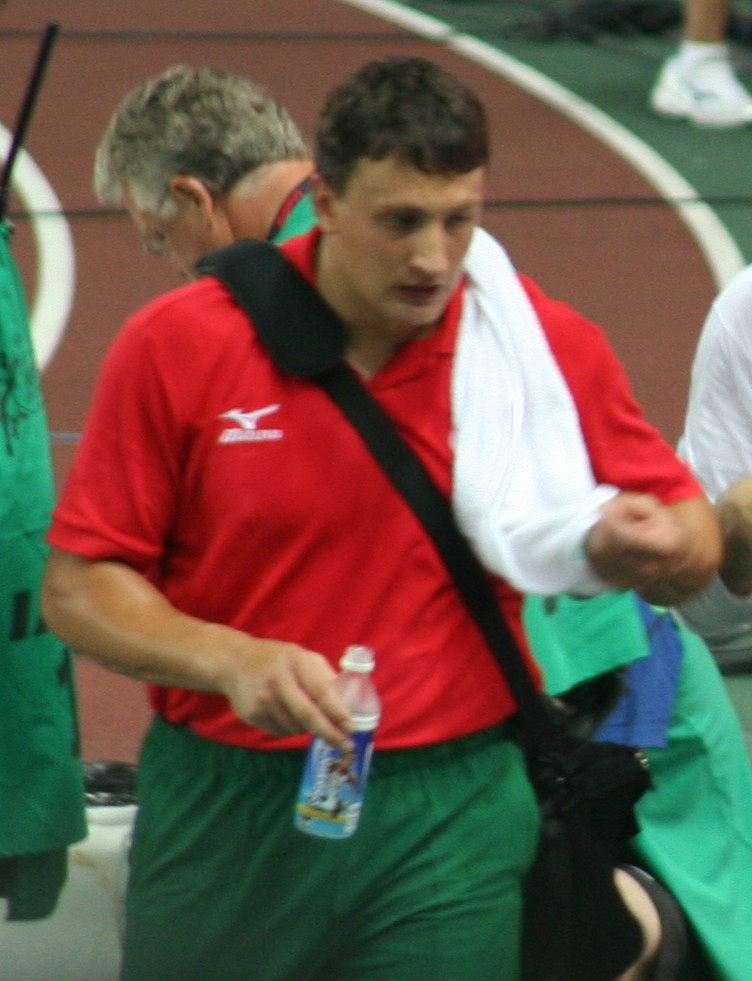
Rang sechs für Iwan Zichan
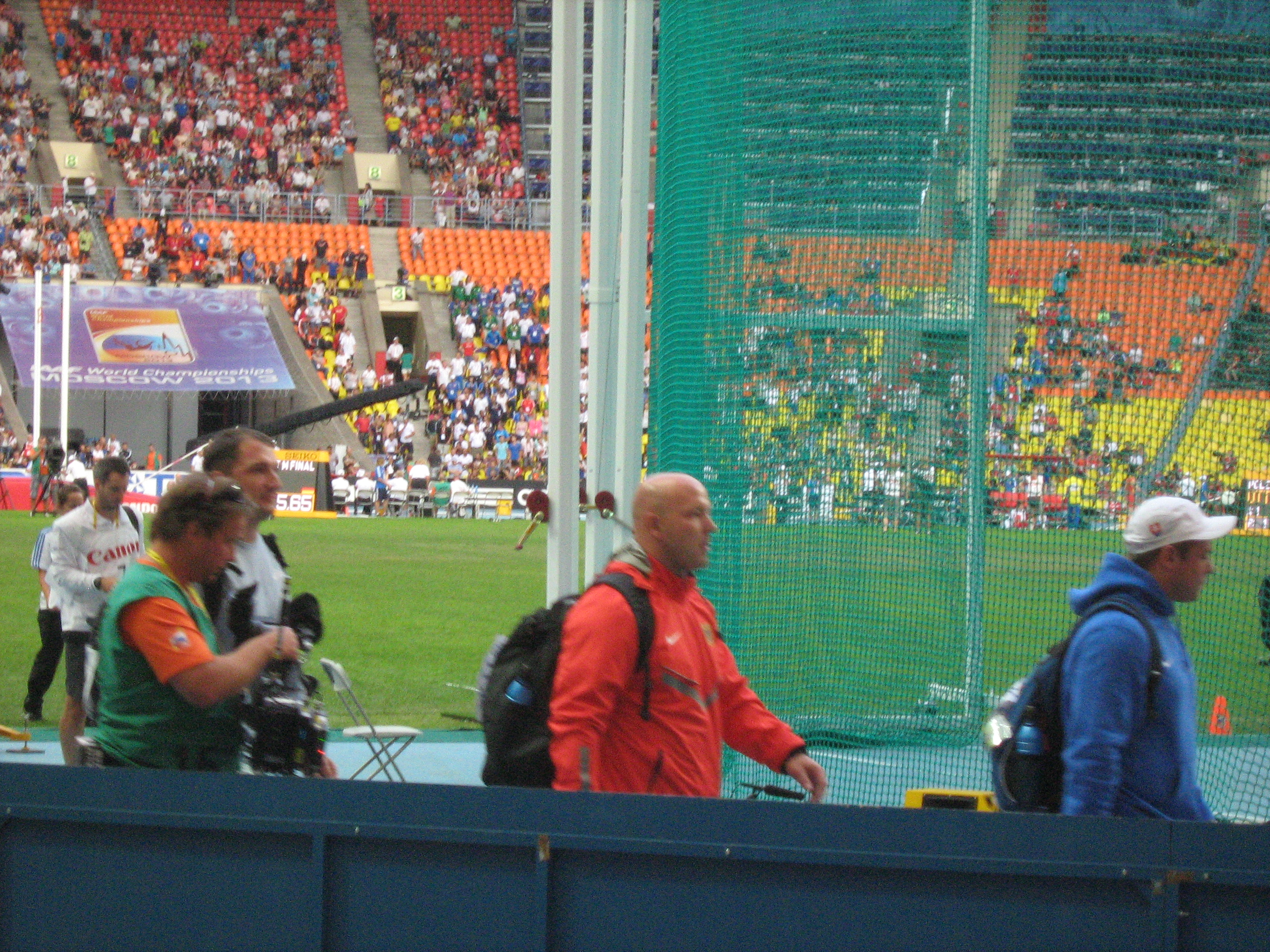
Marcel Lomnický (ganz rechts) kam auf den elften Platz

## Videolink
- Wojciech Nowicki Gold Medal, Final hammer throw 24th European Athletics Championships Berlin 2018, youtube.com, abgerufen am 28. März 2023